# Jewgienij Bałabin
Jewgienij Iwanowicz Bałabin, ros. Евгений Иванович Балабин (ur. 22 grudnia 1879 r., zm. 27 października 1973 r. w Wiedniu) – rosyjski wojskowy (generał major), wyższy wojskowy sztabu wojsk kozackich przy sztabie Sił Zbrojnych Komitetu Wyzwolenia Narodów Rosji pod koniec II wojny światowej.
Ukończył doński korpus kadetów, a następnie nikołajewską szkołę kawaleryjską. Od 1900 r. służył jako oficer w lejbgwardii kozackiego pułku kawalerii. Brał udział w I wojnie światowej. W 1914 r. został zastępcą starszego adiutanta generalnego kwatermistrza w sztabie 9 Armii. 24 marca 1915 r. objął w stopniu pułkownika funkcję zastępcy szefa sztabu 5 dywizji kawalerii Kozaków dońskich. Od 29 kwietnia 1916 r. dowodził 2 pułkiem kawalerii Kozaków dońskich, zaś od 1917 r. – 9 dywizją kawalerii Kozaków dońskich. W tym roku awansował do stopnia generała majora. Na początku 1918 r. przystąpił do kozackich oddziałów wojsk białych. Objął dowództwo obrony Nowoczerkaska. Jednocześnie został członkiem Wojskowej Rady Wojska Dońskiego. Pod koniec 1920 r. wraz z wojskami białych ewakuował się z Krymu do Gallipoli. Od 1921 r. mieszkał na Bałkanach, a następnie przeniósł się do Pragi. W okresie II wojny światowej podjął współpracę z Niemcami. Od 1940 r. pełnił funkcję atamana Wszechkozackiego Zrzeszenia w Rzeszy Niemieckiej, na Słowacji i Węgrzech. Współuczestniczył w formowaniu kozackich oddziałów wojskowych w służbie armii niemieckiej. W 1944 r. wszedł w skład Głównego Zarządu Wojsk Kozackich. Opowiadał się za rosyjskim ruchem wyzwoleńczym gen. Andrieja A. Własowa. W grudniu 1944 r. został dokooptowany do składu Komitetu Wyzwolenia Narodów Rosji jako przedstawiciel Kozaków. Jednocześnie w stopniu generała lejtnanta wszedł w skład sztabu kozackich wojsk przy sztabie Sił Zbrojnych Komitetu Wyzwolenia Narodów Rosji. Po zakończeniu wojny przedostał się do Austrii, gdzie zmarł 27 października 1973 r.